# The Eagle and the Hawk
The Eagle and the Hawk é um filme de faroeste estadunidense dirigido por Lewis R. Foster e estrelado por John Payne, Rhonda Fleming, Dennis O'Keefe, Thomas Gomez, Fred Clark e Frank Faylen. O filme foi lançado em 30 de maio de 1950, pela Paramount Pictures. A história original de Jess Arnold foi intitulada "A Mission for General Houston".

## Elenco
- John Payne como Capitão Todd Croyden
- Rhonda Fleming como Sra. Madeline Danzeeger
- Dennis O'Keefe como Whitney Randolph
- Thomas Gomez como Gen. Liguras (O Falcão)
- Fred Clark como Basil Danzeeger
- Frank Faylen como Red' Hyatt, Danzeegers Foreman
- Eduardo Noriega como Roberto the Cobbler
- Grandon Rhodes como Texas Gov. Lubbock
- Walter Reed como Jones